# 전북특별자치도지방공무원교육원
전북특별자치도지방공무원교육원(全北特別自治道地方公務員敎育院)은 전북특별자치도청 소속의 공무원 교육 및 훈련을 위해 전북특별자치도청 산하에 설치된 직속기관이다.
교육원장은 지방부이사관으로 보한다.

## 연혁
- 1961년 11월 6일: 전라북도지방공무원교육원 설치
- 1977년 2월 28일: 전주시 팔복동으로 이전
- 2009년 12월 28일: 현재 위치로 이전

## 조직
원장
- 교육지원과
- 교육운영1·2과